# Кайара, Рой
Рой Кайара (фр. Roy Kayara; 2 мая 1990, Новая Каледония) — новокаледонский футболист, полузащитник клуба «Тим Веллингтон» и сборной Новой Каледонии.

## Биография

### Клубная карьера
Первым клубом игрока стал новокаледонский «Йенген Спорт». В 2010 году провёл сезон в другом местном клубе «Мажента», в составе которого дебютировал в Лиге чемпионов ОФК. В 2011 году вернулся в «Йенген Спорт», где выступал до 2013 года, после чего перешёл в «Тим Веллингтон» из чемпионата Новой Зеландии. Отыграв сезон в Новой Зеландии ненадолго вернулся в «Йенген Спорт» и вскоре перешёл в клуб «Пираэ» из Французской Полинезии. В 2015 в очередной раз стал игроком команды «Йенген Спорт», откуда в 2017 году вновь перешёл в «Тим Веллингтон». В составе новозеландского клуба стал финалистом плей-офф чемпионата Новой Зеландии в 2018 году и впервые в истории клуба стал победителем Лиги чемпионов, по итогам двухматчевого противостояния победив фиджийский клуб «Лаутока» со счётом 10:3.

### Карьера в сборной
10 сентября 2008 года дебютировал за сборную Новой Каледонии в матче отборочного турнира чемпионата мира 2010 против сборной Новой Зеландии, в котором вышел на поле после перерыва.
В составе своей национальной сборной Рой Кайара принимал участие в Кубке наций ОФК 2012 и 2016 годов.

## Достижения
«Тим Веллингтон»
- Финалист плей-офф чемпионата Новой Зеландии (2): 2013/2014, 2017/2018
- Обладатель АСБ Чарити кап[англ.] (1): 2018
- Победитель Лиги чемпионов ОФК (1): 2018

 сборная Новой Каледонии
- Серебряный призёр Кубка наций ОФК (1): 2012